# Madaras Norbert
Madaras Norbert (Eger, 1979. december 1. –) kétszeres olimpiai és kétszeres világbajnok vízilabdázó, a Magyar Vízilabda-szövetség elnöke.

## Pályafutása
Már 6 éves korában minden nap járt úszni, így a sport az élete részévé vált. Az általános iskolában minden sportot volt lehetősége kipróbálni. A kedvencei az úszás mellett a labdajátékok voltak. Az 1998-as pozsonyi junior Európa-bajnokságon negyedik volt. Egy év múlva a junior vb-n ötödik lett. 2001-ben bronzérmet szerzett az Universiade-n. 2002-ben magyar kupa és KEK-győztes valamint bajnoki ezüstérmes volt a Vasassal. A válogatottal bronzérmes volt a Világligában. 2003-ban világbajnok, világliga-győztes és Eb bronzérmes lett. 2004-ben az olasz Pro Reccóhoz szerződött. A magyar válogatott színeiben olimpiai bajnokságot és Világligát nyert.
2005-ben az elődöntőig jutott a Reccoval az olasz bajnokságban. A válogatottal vb és Világliga ezüstérmet nyert. 2006-ban második helyen végzett az Euroligában és olasz bajnok lett. A válogatottal 2006-ban az Eb-n és a világkupában, 2007-ben a vb-n és a világligában szerzett ezüstérmet. A Reccoval Euroliga- és olasz kupa-győztes, valamint olasz bajnok és európai szuper kupa-győztes lett 2007-ben. A következő évben olimpiai bajnokságot és Európa-bajnoki bronzérmet nyert. Klubcsapatával minden előző évben megnyert címét megvédte.
2009-ben ötödik helyezett lett a vb-n, a Reccoval Olaszországban ismét bajnok és kupagyőztes, az Euroligában második lett. A következő évben újra Euroliga győztes volt. Az Európa-bajnokságon negyedik lett. Az év végén megválasztották az év magyar vízilabdázójának és a Reccóval megnyerte az Európai Szuperkupát is. 2011-ben Euroliga második volt. A világbajnokságon negyedik lett. 2012-ben az Európa-bajnokságon bronzérmet ért el. A Reccóval Bajnokok Ligáját nyert. Az olimpián ötödik helyezett volt. 2013-ban megnyerte ötödik olasz bajnoki címét és másodszorra is világbajnok lett Barcelonában. 2014 májusában Szolnokra igazolt. Két év alatt két bajnoki címet, 2016-ban pedig LEN-bajnokok ligája bronzérmet nyert, majd a Ferencvároshoz igazolt.
A budapesti zöld-fehér csapattal 2017-ben és 2018-ban LEN-Európa-kupát, 2018-ban bajnoki címet nyert. Az idény végén bejelentette visszavonulását. Ezt követően a ferencváros vízilabda-szakosztályának elnöke lett. 2020 júliusában újra megválasztották a Magyar Vízilabda-szövetség alelnökének.
Sportpályafutása alatt az Általános Vállalkozási Főiskola – vállalkozásszervező szakán tanult.
2022. november 19-én a Magyar Vízilabda-szövetség elnökévé választották. 2024 októberében további négy évig megerősítették a posztján.

## Sikerei, díjai

### Klubcsapat
- Bajnokok Ligája-győztes (4): (2007, 2008, 2010, 2012 - Pro Recco)
- Kupagyőztesek Európa-kupája-győztes (1): (2002 - Vasas)
- LEN-Európa-kupa-győztes (2): (2017, 2018 -  Ferencváros)
- LEN-szuperkupa-győztes (4): (2007, 2008, 2010, 2012 -  Pro Recco)
- Adria-liga-győztes: 1× (2012 -  Pro Recco)
- Magyar bajnok (OB I): 3× (2015, 2016 - Szolnok; 2018 -  Ferencváros)
- Magyar Kupa-győztes (Magyar Kupa): 4× (2000 - BVSC; 2001, 2002 - Vasas; 2014 - Szolnok)
- Olasz bajnok (Serie A1): 9× (2006, 2007, 2008, 2009, 2010, 2011, 2012, 2013, 2014 -  Pro Recco)
- Olasz Kupa-győztes: 7x (2007, 2008, 2009, 2010, 2011, 2013, 2014 -  Pro Recco)

## Díjai, elismerései
- A Magyar Köztársasági Érdemrend tisztikeresztje (2004)
- A Magyar Köztársasági Érdemrend középkeresztje (2008)[8]
- Az év magyar csapatának a tagja (2008)
- Az év magyar vízilabdázója (2010, 2012)[9]
- Miniszteri elismerő oklevél (2012)
- Recco díszpolgára[10]

## Családja
Párja Andrea, két fiúgyermeke van, Zétény (2009) és Ágoston (2011). Testvére Madaras Markó szintén vízilabdázó.